# Großpfennig
Als Großpfennige oder Große Pfennige (lat.: „denarius grossus“) im weiteren Sinne werden Münzen mit dem vielfachen Wert eines Pfennigs bezeichnet. Im engeren Sinn werden die pommerschen Pfennige des 14. und 15. Jahrhunderts als Großpfennige bezeichnet. Sie waren das höchstwertige Geld Pommerns im Mittelalter.
Diese wurden 1395 gemeinschaftlich von den im pommerschen Münzverein verbündeten Städten Anklam, Greifswald und Stralsund angelehnt an den Lübischen Sechsling geprägt, also im Wert von sechs Pfennigen. Auf die 12-lötige Mark gingen 144 Stück. Das Feingewicht betrug 1,22 Gramm bei 1,629 Gramm Rauhgewicht. Wahrscheinlich wurden diese älteren Großpfennige nach dem Lübischen Münzfuß geprägt.
1428 schlossen die Städte mit den Herzögen Barnim VIII. und Wartislaw IX. von Pommern-Wolgast sowie Kasimir V. (VI.) von Pommern-Stettin einen zweiten Münzvertrag, dem sich auch die Städte Demmin und Stettin anschlossen. Es wurde jetzt nach dem leichteren wendischen Münzfuß der Sundischen Mark gemünzt. Hier gingen 106 Stück auf die 8¼-lötige Mark. Das Feingewicht betrug 1,14 Gramm bei 2,2 Gramm Rauhgewicht. 
Die Städte Gartz, Pyritz und Stargard gaben im 15. Jahrhundert ebenfalls Großpfennige heraus.
Auf die Vorderseite der Münzen wurden das Wappen der jeweiligen Stadt oder ein Kreuz geprägt. Auf der Rückseite wurde ein Greif abgebildet.